# Flandres (película)
Flandres es una película francesa de 2006, escrita y dirigida por Bruno Dumont. Está protagonizada por Adélaïde Leroux, Samuel Boidin y Henri Cretel. Narra la historia de varios jóvenes del área rural de Flandes, antes, durante y después de que algunos de ellos sean enviados a una guerra en Oriente Medio.
Se estrenó el 23 de mayo de 2006 en el Festival de Cannes, donde fue galardonada con el Gran Premio del Jurado.

## Premios
| Fecha | Premio                                   | Categoría                                       | Receptor(es) | Resultado |
| ----- | ---------------------------------------- | ----------------------------------------------- | ------------ | --------- |
| 2006  | Festival de Cannes                       | Gran Premio del Jurado                          |              | Ganadora  |
| 2007  | Festival Internacional de Cine de Ereván | Diploma especial del jurado a la mejor película |              | Ganadora  |
| 2007  | Premios Lumières                         | Mejor director                                  | Bruno Dumont | Nominado  |